# José Luis Astiazarán
José Luis Astiazarán Iriondo (México D. F., 31 de octubre de 1963) es un abogado y directivo español, vinculado al mundo del fútbol. Ha sido presidente del club de Primera División Real Sociedad de Fútbol (2001-05) y de la Liga Nacional de Fútbol Profesional (2005-13).

## Carrera como futbolista
Nació en México en 1963, hijo de un matrimonio vasco que emigró. Al poco de nacer, la familia de José Luis decidió volver al País Vasco. Astiazarán vivió en la ciudad de San Sebastián desde su infancia, por lo que se considera donostiarra, aunque no lo sea de nacimiento. Tuvo una modesta carrera como futbolista en su juventud, en la que llegó a jugar 43 partidos en la Segunda División Española. Su puesto en el campo era el de delantero. Se trataba de un delantero aguerrido y fuerte, que sin embargo no contaba con excesiva calidad técnica.
José Luis Astiazarán se formó en la cantera de la Real Sociedad de Fútbol. Entre 1982 y 1984 militó en el San Sebastián CF, equipo filial de la Real, con el que disputó 30 partidos en Segunda B y marcó 8 goles, aunque no llegó a debutar con el primer equipo. La Real le dio la baja en junio de 1984. Con posterioridad fue fichado por el Athletic Club que le tuvo cedido en modestos clubes vascos de categoría regional como la SD Amorebieta en Tercera División (temporada 1986-87).
El Athletic encuadró a Astiazarán en su equipo filial, el Bilbao Athletic, con el que disputó una temporada en la Segunda División Española, la temporada 1987-88. Disputó 14 partidos de Liga y 4 de Copa y el Bilbao Athletic descendió a Segunda B. La siguiente campaña fue cedido por el Athletic al Barakaldo CF en Segunda B, donde cuajó una gran temporada, convirtiéndose con 22 goles en el máximo goleador del grupo I de la Segunda B. Estos números le valieron ser fichado por una temporada por el Sestao Sport, club con el que volvió a disputar una temporada en Segunda División (1989-90).
En su época de jugador del Sestao, Astiazarán ejercía como representante de su compañero de equipo Javi Luke.
De cara la temporada 1990-91, Astiazaran fue uno de los descartados por el entrenador sestaotarra Blas Ziarreta, aunque siguió perteneciendo a la plantilla del Sestao, ya no volvió a jugar con el conjunto verdinegro. Astiazarán colgó las botas relativamente joven, sin haber llegado a cumplir los 30 años de edad, para integrarse como consejero de la junta directiva de su primer club, la Real Sociedad de Fútbol en 1992, bajo la estrenada presidencia de Luis Uranga.

## Abogado y directivo de la Real Sociedad (1992-2001)
Licenciado en Derecho. Posee también estudios de postgrado en ESADE-Wharton.
Es abogado de profesión. Desde 1992 hasta 2001 ejerció como consejero de la directiva de la Real Sociedad de Fútbol presidida por Luis Uranga. En paralelo con su actividad como consejero de la Real Sociedad ejerció la abogacía especializándose en asesoramiento legal de deportistas, clubes e instituciones deportivas.

## Presidente de la Real Sociedad (2001-05)
Los malos resultados deportivos de la Real Sociedad durante la temporada 1999-2000, en la que el club (3.º en Liga solo dos años antes) se vio implicado por primera vez en muchos años en la lucha por evitar el descenso, mermaron notablemente la popularidad del presidente Luis Uranga, que se vio afectado por duras críticas por parte de la afición y por la aparición, por primera vez en décadas, de una oposición organizada a la gestión de un presidente de la Real.
Los malos resultados tuvieron continuidad en la siguiente campaña (2000-01), donde la Real volvió a verse implicada en los últimos puestos de la clasificación luchando por evitar el descenso. La situación se hizo tan tensa, que Luis Uranga, anunció finalmente la convocatoria de una Junta Extraordinaria de Accionistas el 23 de marzo de 2001, donde se elegiría su sucesor. Tres candidaturas se presentaron a dicha elección. Astiazarán, miembro del consejo de Uranga, encabezó la candidatura considera continuista, mientras que sus rivales fueron el cirujano Ignacio Gallo (cabeza visible de la oposición a Uranga durante los últimos meses) y Peio Gibelalde (empresario y presidente de la SD Beasáin).
La división de la oposición entre Gallo y Gibelalde, propició la victoria de Astiazarán que ganó con algo menos de la mitad de los votos totales, muy por delante de sus rivales, pero Astiazarán hubiera sido derrotado por un ligero margen en caso de que sus dos rivales se hubieran aliado, como se especuló en los últimos días anteriores a las elecciones.
La situación de Astiazarán en el momento de su elección era delicada, ya que contaba con el apoyo de menos de la mitad de los accionistas de la Real Sociedad que habían ejercido su derecho al voto y el equipo ocupaba puestos de descenso. En el aspecto deportivo el equipo dio la cara en el tramo final de Liga y los hombres dirigidos por Toshack salvaron la papeleta en el tramo final, acabando en 13.eɽ lugar, igual que la temporada anterior.
La temporada 2001-02 fue un calco de las dos temporadas anteriores. Un mal inicio de temporada condenó al equipo a pasar apuros clasificatorios y a verse implicado en la lucha por el descenso. Durante el mercado invernal de la 2001-02, la directiva "echó la casa por la ventana" y fichó entre otros a Darko Kovačević, Sander Westerveld y Nihat Kahveci, piezas claves de la gran Real Sociedad que se estaba gestando. Sin embargo la situación clasificatoria no mejoró y con el equipo ocupando puestos de descenso a falta de 9 jornadas, la directiva de Astiazarán echó a Toshack del puesto de entrenador y director deportivo, siendo sustituido como entrenador por un hombre de la casa, Roberto Olabe, sin experiencia previa dirigiendo clubes de élite. La jugada salió bien, ya que Olabe sirvió como revulsivo y el equipo se logró salvar.
Olabe fue ascendido a director deportivo y eligió al francés Raynald Denoueix como entrenador de cara a la temporada 2002-03. Con los refuerzos de los veteranos Karpin y Schürrer y los jugadores ya existentes en la plantilla; la Real Sociedad protagonizó una de las mejores campañas de su historia. Imbatida en la primera vuelta, luchó mano a mano con el Real Madrid hasta el último partido de la temporada por el título de Liga, que acabó cayendo en manos madridistas. Astiazarán vivió durante aquella temporada sus días de vino y rosas en la Real Sociedad, y su momento de máxima popularidad.
Durante la temporada 2003-04 el club disputó la UEFA Champions League, donde realizó un papel digno, pero no especialmente destacado. La directiva de Astiazarán presentó unos ambiciosos planes para remodelar Anoeta, que sería rebautizado como Gipuzkoarena Planeado para ser terminado en 2007, pretendía elevar el número de plazas a 42.000, suprimiendo la pista de atletismo. El proyecto preveía además la construcción de un hotel y de tiendas, entre otros. El plan sin embargo fue pronto rechazado por el Ayuntamiento. En Liga la misma plantilla que había quedado subcampeona, estuvo cerca de descender. Raynald Denoueix fue cesado como entrenador y sustituido por José María Amorrortu.
Los malos resultados deportivos de la Real Sociedad en la temporada 2003-04 y la política de fichajes de Astiazarán,; venta de Xabi Alonso, cesión de Westerveld, fichaje de Lee Chun Soo, marcha de Javi De Pedro hicieron perder al presidente buena parte de la popularidad obtenida con el subcampeonato y comenzó la temporada 2004-05 siendo contestado por la afición; aunque todavía lejos de la situación que se viviría durante esa campaña.
La directiva de Astiazarán propuso durante la temporada 2004-05 una ampliación del capital de la sociedad anónima deportiva con la intención según sus palabras de socializar la Real Sociedad y fortalecer financieramente a la entidad. Los candidatos derrotados en las elecciones de 2001, Gibelalde y Gallo crearon una plataforma que se opuso a esta operación considerando que era una maniobra para ocultar una situación de quiebra técnica de la entidad debido a la mala gestión del consejo y para que el actual consejo pudiese controlar la sociedad en el futuro al hacerse con paquetes accionariales en la ampliación. El temor existente entre los aficionados de que con esta operación los accionistas minoritarios perdiesen el control del club hizo que votaran en contra de la ampliación de capital en una Junta General de Accionistas Extraordinaria celebrada el 30 de diciembre de 2005, los accionistas rechazaron la propuesta de la directiva y sometieron incluso a una votación de remoción al presidente Astiazarán que pudo seguir en su cargo por un escaso margen de votos.
Durante la temporada fueron surgiendo noticias que pusieron de relieve que el club se encontraba en una situación de grave crisis económica. El consejo de Astiazarán llegó a admitir que el club tenía una deuda de 17,3 millones de euros, ante el estupor de una masa social que tenía la convicción de que la Real Sociedad era un club saneado, más si cabe con los ingresos obtenidos por la participación en Champions League en la temporada 2003-04 o la venta de Xabi Alonso. Otras noticias surgidas durante la temporada hablaron de impagos a jugadores y deudas con la entidad financiera Kutxa que el club tenía que refinanciar. Astiazarán y su directiva fueron acusadas de dilapidar la anterior buena situación económica del club con malas prácticas y sobredimensionando la estructura del club por encima de sus posibilidades con proyectos faraónicos como Gipuzkoarena. Ante la avalancha de críticas, el presidente convocó elecciones para el 30 de junio de 2005, a las que anunció que no se presentaría, eso sí, antes accedió al cargo de presidente de la Liga Nacional de Fútbol Profesional aprovechando su condición de presidente de la Real Sociedad, cargo en el que se ha mantenido hasta 2013.

## Presidente de la Liga Nacional de Fútbol Profesional  (2005-13)
Astiazarán fue nombrado Presidente de la Liga Nacional de Fútbol Profesional cargo que mantuvo hasta abril de 2013, en ese periodo coordinó a los 42 equipos que formaban LaLiga cada temporada, tanto en el ámbito político como de gestión.
Se creó una Dirección General con el objetivo del cambio de cultura en la Organización, basada en la eficacia y la adaptación a las necesidades de los propietarios, aplicando reglas de transparencia y de buen gobierno. En su mandato se profesionalizó  la estructura de LaLiga mediante la búsqueda de fuentes de ingresos y financiación. 
Entre otras fuentes de ingresos a través de la potenciación del valor de marca e imagen corporativa, y con la creación de un sistema de comunicación eficaz interclubes, incrementando ingresos vía Radio y TV.
Se comenzó a embrionar una estructura de gestión de activos audiovisuales con medios de comunicación, operadores TV, operadores multimedia, nacionales e internacionales, en aras a una futura centralización de los derechos audiovisuales. Bajo su mandato se estableció un férreo sistema de control económico de los CLubs, con el objetivo de reducir la deuda que los clubs y SADs mantenían con la agencia tributaria.
Compatibilizó su cargo de Presidente de la LaLiga con el de Presidente Ejecutivo de la Fundación del Fútbol Profesional, Presidente Ejecutivo del Consejo de Administración de la Sociedad Española de Fútbol Profesional, S.A., Vicepresidente de la Real Federación Española de Fútbol (RFEF)(bajo su mandato la selección española obtuvo los títulos de Campeona del Mundo de Selecciones Nacionales (Sudáfrica 2010), Campeona del Europeo de Selecciones Nacionales (Austria 2008) y Campeona del Europeo de Selecciones Nacionales (Ucrania 2012).
Fue miembro del Consejo Estratégico del Fútbol Profesional de la UEFA, miembro fundador de la Asociación Europea de Ligas de Fútbol Profesional (EPFL), miembro del Comité Ejecutivo de la EPFL, miembro del Comité Independiente del Buen Gobierno para la FIFA(comité que estructuró las recomendaciones a la FIFA para la modificación de estatutos y actualizarlos a las normas de Gobernanza internacionales) y fue asimismo miembro de la Subcomisión del Comité del Estatuto del Jugador de FIFA para la protección del menor.
Desde 2013 a la actualidad:
En octubre de 2013 fue reconocida su labor en el fútbol profesional con la Medalla de la Real Orden al Mérito Deportivo. 
En la actualidad dirige su propio despacho "Astiazarán Sports Business & Law" de representación institucional, consultoría deportiva y asesoramiento jurídico que en un ámbito multidisciplinar, participa en diferentes proyectos relacionados con el deporte base, el fútbol amateur y profesional , así como de fútbol femenino, asimismo ha realizado proyectos de implementación y asesoramiento estratégico de patrocinios nacionales e internacionales,  organización de competiciones profesionales, además de asesorar a diferentes sectores profesionales del deporte para la puesta en marcha de nuevos proyectos.
Desde el ámbito de la representación Institucional es Vicepresidente de la Real Federación Española de Fútbol, es delegado de la UEFA para competiciones internacionales, y en 2015 ha sido Embajador de la LaLiga World Challenge.
En el ámbito audiovisual desarrolla el asesoramiento durante la producción, desarrollo, distribución y emisión de contenidos audiovisuales, defensa de  derechos de propiedad intelectual para prevenir y combatir la vulneración de los mismos en medios tanto digitales como tradicionales y sobre el cumplimiento de la normativa publicitaria y audiovisual.